# مستعمرة إيسيكويبو
إيسيكويبو (لغة هولندية: Essequebo) كانت مستعمرة هولندية على نهر إيسيكويبو في منطقة غيانا على الساحل الشمالي لأمريكا الجنوبية من 1616 إلى 1814. ومستعمرة شكلت جزءاً من المستعمرات التي هي معروفة تحت الاسم الجماعي غيانا الهولندية.